# Alosimus gracilis
Alosimus gracilis is een keversoort uit de familie van oliekevers (Meloidae). De wetenschappelijke naam van de soort is voor het eerst geldig gepubliceerd in 1880 door Abeille de Perrin.